# Agriopodes viridata
Agriopodes viridata là một loài bướm đêm trong họ Noctuidae.